# Anomobryum conicum
Anomobryum conicum är en bladmossart som beskrevs av Brotherus 1903. Anomobryum conicum ingår i släktet Anomobryum och familjen Bryaceae. Inga underarter finns listade i Catalogue of Life.